# Неполоковцы
Неполо́ковцы (укр. Неполоківці) — посёлок в Черновицком районе Черновицкой области Украины. Административный центр Неполоковецкой поселковой общины.

## Географическое положение
Находится на левом берегу реки Прут.

## История
Поселение известно с 1425 года. В 1880 году Неполоковцы являлись деревней с населением 1210 человек.
В 1918 году село было оккупировано румынскими войсками и включено в состав Румынии, 28 июня 1940 года в составе Северной Буковины вошло в состав СССР.
В ходе Великой Отечественной войны в 1941—1944 гг. селение находилось под немецко-румынской оккупацией.
C 1968 года — посёлок городского типа. В 1969 году население составляло 2287 человек, здесь действовали деревообрабатывающий комбинат, районный пищекомбинат, хлебоприёмный пункт, свеклоприёмный пункт, контора заготсырья и комплексная бригада колхоза «Радянська Україна» (за которой было закреплено 924 гектар пахотных земель), средняя школа, больница на 25 коек, библиотека и два клуба.
В 1981 году население составляло 2,5 тыс. человек, здесь действовали деревообрабатывающий комбинат, комбинат хлебопродуктов, пищевкусовая фабрика, гравийно-песчаный карьер, средняя школа, больница, Дом культуры, три библиотеки и клуб.
В январе 1989 года численность населения составляла 2764 человека.
На 1 января 2013 года численность населения составляла 2493 человек.
До 2020 года посёлок входил в Кицманский район

## Образование
- в посёлке находится средняя общеобразовательная школа.

## Транспорт
В 2 км от посёлка находится ближайшая железнодорожная станция Оршовцы.
Через посёлок проходит автомобильная дорога.